# Boddinstrasse (Berlins tunnelbana)
Boddinstrasse är en tunnelbanestation i Berlins tunnelbana för linje U8 som fått sitt namn efter gatan Boddinstrasse som i sin tur är uppkallad efter Hermann Boddin.
Stationen ritades av Alfred Grenander och Alfred Fehse. Stationen saneras 2012-2013. 

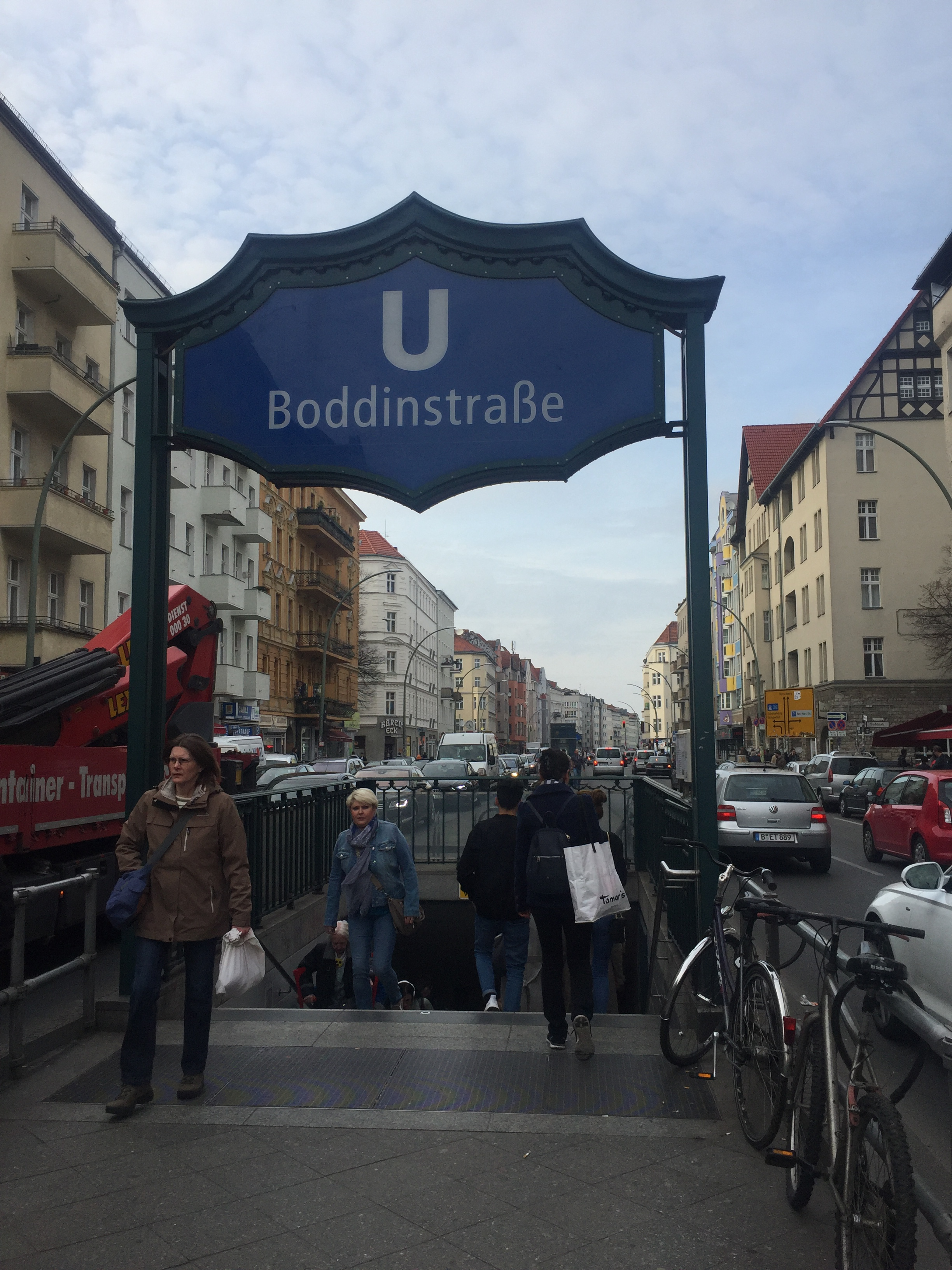